# Ilona Maher
Ilona Maher, född 12 augusti 1996, är en amerikansk rugbyspelare. Hon ingick i det amerikanska lag som tog brons i sjumannarugby vid OS 2024 i Paris.